# Adele Lane
Adele Lane (17 luglio 1877 – Los Angeles, 24 ottobre 1957) è stata un'attrice statunitense.

## Biografia
Nata nel New Jersey nel 1877, dal 1912 al 1915 lavorò nel cinema, iniziando a recitare per la Lubin Manufacturing Company. Dopo una stagione alla Lubin, passò alla Selig Polyscope. 
Nella sua carriera, si contano oltre settanta film.

## Filmografia
- The Salted Mine, regia di Romaine Fielding - cortometraggio (1912)
- An Indian's Gratitude (1912)
- The Ingrate, regia di Romaine Fielding  (1912)
- A Western Courtship, regia di Romaine Fielding  (1912)
- The Ranger's Reward (1912)
- The Detective's Conscience (1912)
- The Sand Storm (1912)
- The Woodfire at Martin's, regia di E.A. Martin - cortometraggio (1913)
- The Fighting Lieutenant, regia di E.A. Martin - cortometraggio (1913)
- When Men Forget, regia di Colin Campbell - cortometraggio (1913)
- The Beaded Buckskin Bag, regia di E.A. Martin - cortometraggio (1913)
- In God We Trust, regia di E.A. Martin - cortometraggio (1913)
- The Trail of Cards, regia di E.A. Martin - cortometraggio (1913)
- The Acid Test, regia di E.A. Martin - cortometraggio (1913)
- Good for Evil, regia di Romaine Fielding (1913)
- The Redemption of Railroad Jack, regia di E.A. Martin - cortometraggio (1913)
- John Bousall of the U.S. Secret Service, regia di E.A. Martin - cortometraggio (1913)
- As a Father Spareth His Son, regia di Fred Huntley - cortometraggio (1913)
- Dorothy's Adoption - cortometraggio (1913)
- When May Weds December, regia di Francis J. Grandon - cortometraggio (1913)
- The Quality of Mercy, regia di Norval MacGregor - cortometraggio (1913)
- The Cipher Message, regia di Francis J. Grandon - cortometraggio (1913)
- Granddaddy's Boy, regia di Norval MacGregor - cortometraggio (1913)
- The Open Door, regia di Norval MacGregor - cortometraggio (1913)
- Father's Day, regia di Hardee Kirkland - cortometraggio (1913)
- At Cross Purposes, regia di Norval MacGregor - cortometraggio (1914)
- Conscience and the Temptress, regia di Norval MacGregor - cortometraggio (1914)
- The Old vs. the New, regia di Norval MacGregor - cortometraggio (1914)
- Their Lesson, regia di Norval MacGregor - cortometraggio (1914)
- Thou Shalt Not Kill, regia di E.A. Martin - cortometraggio (1914)
- The Better Way, regia di Norval MacGregor - cortometraggio (1914)
- The Story of Venus, regia di Norval MacGregor - cortometraggio (1914)
- The Story of Cupid, regia di Norval MacGregor - cortometraggio (1914)
- The Story of Diana, regia di Norval MacGregor - cortometraggio (1914)
- Two Girls, regia di Norval MacGregor - cortometraggio (1914)
- On the Minute, regia E.A. Martin - cortometraggio (1914)
- At Last We Are Alone, regia di Norval MacGregor - cortometraggio (1914)
- Teaching Father a Lesson, regia di Norval MacGregor - cortometraggio (1914)
- Second Childhood, regia di Norval MacGregor - cortometraggio (1914)
- Willie's Haircut, regia di Norval MacGregor - cortometraggio (1914)
- Somebody's Sister, regia di E.A. Martin - cortometraggio (1914)
- The Captain's Chair, regia di E.A. Martin - cortometraggio (1914)
- The Right to Happiness, regia di Norval MacGregor - cortometraggio (1914)
- The Substitute Heir, regia di E.A. Martin - cortometraggio (1914)
- The Skull and the Crown, regia di E.A. Martin - cortometraggio (1914)
- Meller Drammer, regia di E.A. Martin - cortometraggio (1914)
- The Decision of Jim O'Farrell, regia di E.A. Martin - cortometraggio (1914)
- Pawn Ticket '913', regia di E.A. Martin - cortometraggio (1914)
- The Missing Page, regia di E.A. Martin - cortometraggio (1914)
- For Love of Him, regia di E.A. Martin (1914)
- The Loyalty of Jumbo, regia di E.A. Martin - cortometraggio (1914)
- The Man Hater, regia di E.A. Martin - cortometraggio (1914)
- The Fatal Note, regia di E.A. Martin - cortometraggio (1914)
- The Lion Hunter, regia di E.A. Martin - cortometraggio (1914)
- The Champion Bear Slayer, regia di E.A. Martin - cortometraggio (1914)
- The Millionaire Cabby, regia di E.A. Martin - cortometraggio (1915)
- The Old Doctor
- A Modern Enoch Arden
- Across the Footlights
- A Second Beginning
- Her Own Blood
- The Old Grouch
- The Advisor
- The Opening Night
- The Burden Bearer, regia di Burton L. King - cortometraggio (1915)
- Out of the Flames
- Where Happiness Dwells
- Ethel's Burglar
- The Valley of Regeneration
- In the Heart of the Hills
- The Markswoman